# Otto I (tysk-romersk kejsare)

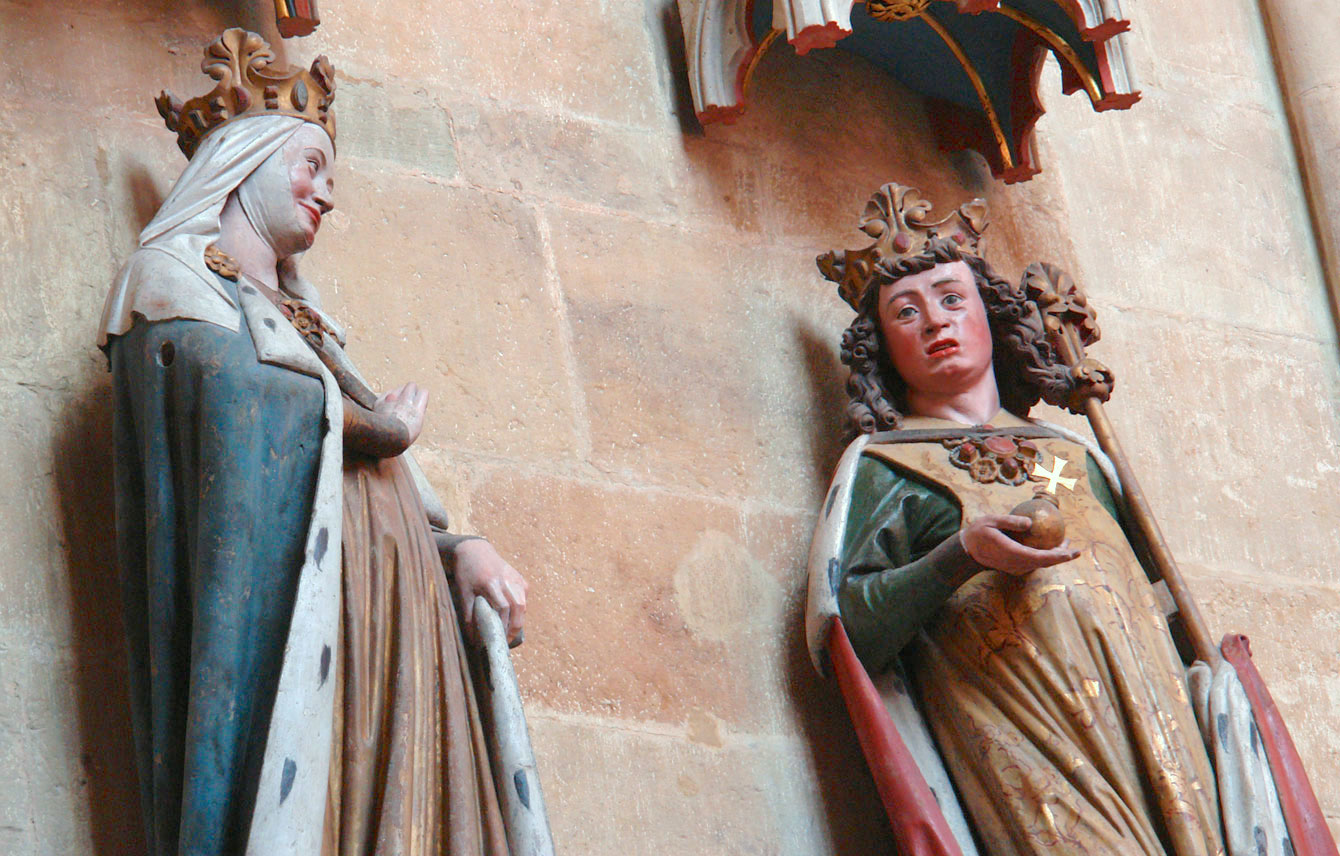
Otto I och hans fru Adelheid, vid domkyrkan i Meissen. På skulpturen, som är från 1260-talet, bär båda kläder av 1200-talssnitt.

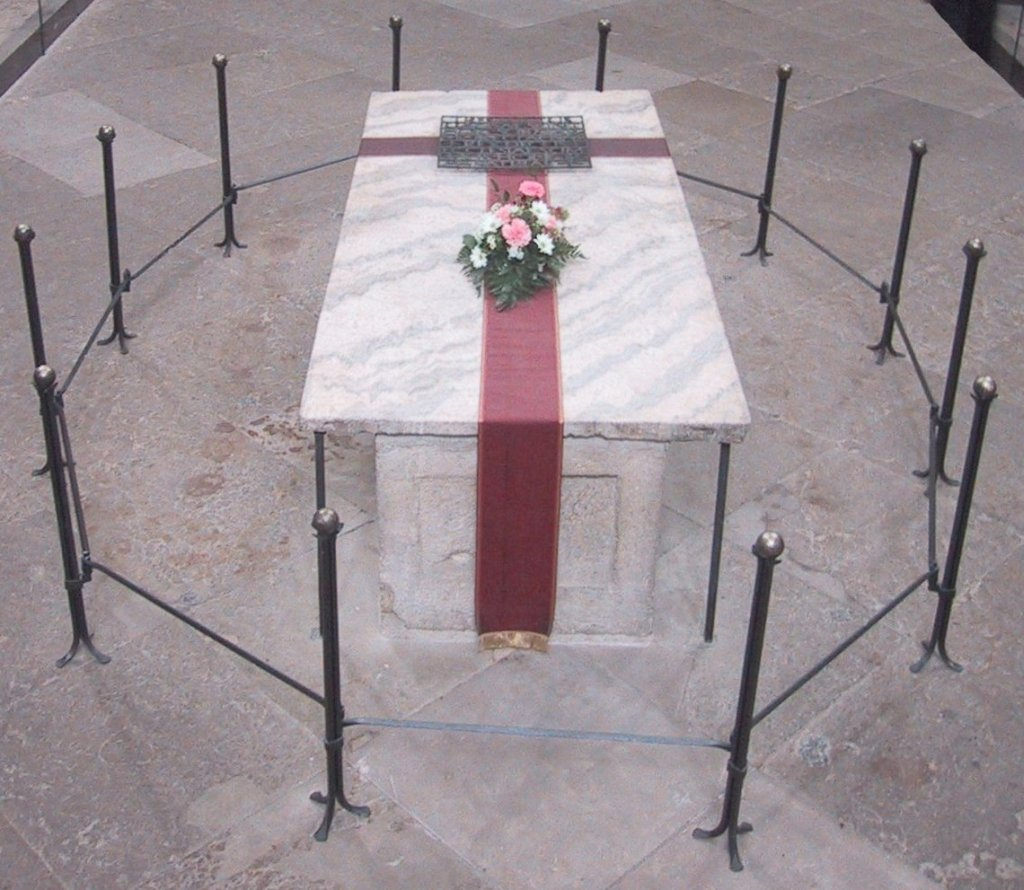
Otto I:s grav i Magdeburg.

Otto I eller Otto den store (tyska Otto I. eller Otto der Große), född 23 november 912 i Wallhausen i Sachsen-Anhalt, död 7 maj 973 i Memleben, var den förste tysk-romerske kejsaren. Otto I var son till Henrik I Fågelfängaren och hans andra gemål Matilda den heliga av Sachsen.

## Biografi
År 936 efterträdde Otto I sin far som tysk kung. I det inre lyckades han öka kungens makt, och till stamhertigar utsågs ofta hans släktingar, och av honom beroende pfalzgrevar förlänades med betydelsefulla förvaltningsområden. Bandet mellan kung och kyrka knöts allt fastare, och biskoparna tjänstgjorde i stor utsträckning som kungens ämbetsmän. Ledare för dem var kanslern och ärkebiskop Bruno av Köln, Otto I:s bror.
I det inre tillämpade kungen alltså en klar familjepolitik, vars mål var att på de viktigare punkterna inom stat och kyrka ha nära släktingar utposterade. Stort avbräck led denna politik, när hans son Liudolf av Schwaben och svärson Konrad av Lothringen 953-54 företog en endast med möda kuvad resning mot Otto. Ännu framgångsrikare var Otto I:s yttre politik, som underlättades av att allt rikare resurser stod honom till buds, i och med att silverbrytningen i Harz tog fart.
I norr lyckades han behålla den tyska överhögheten över Danmark, både Gorm den gamle på 950-talet och sedan Harald Blåtand på 960-talet, den sistnämnde lät sig kristnas sannolikt med tvång. Vidare befäste Otto I även överhögheten över slaverna, bland annat genom att Böhmens och Polens furstar erkände Ottos överhöghet. Magyarerna, vilkas härjningar ännu under 930- och 940-talet utgjorde verkliga landsplågor inte bara i Tyskland utan även i vissa områden av Frankrike och Italien, tillfogades av Otto ett avgörande nederlag i slaget vid Lechfelde. I Frankrike och Burgunds inre stridigheter framträdde Otto som den självskrivne medlaren.
I Frankrike kämpade vid denna tid kung Ludvig IV med en övermäktig vasall, hertig Hugo av Francien, som i likhet med kung Ludvig var gift med en syster till den tyske konungen. Otto blev indragen i striden mellan svågrarna, men mindre till följd av släktskapsförhållandena än traditionerna i det karolingiska riket. Otto betryggade år 940 åt riket besittningen av Lothringen. År 946 framträngde han ända till Paris och Rouen för att understödja den franske kungen. En synod i Ingelheim – på tysk mark alltså – som stod under Ottos beskydd, avgjorde den franska tronstriden år 948. Otto gjorde dock inte anspråk på någon laglig överhöghet över Frankrike. Han utövade de facto stort inflytande i detta land, men han gjorde det gällande med stor måttfullhet.
Av största betydelse blev Ottos italienska politik. Italiens kung Berengar II av Italien hade fängslat sin företrädares änka Adelheid och råkat i strid med hennes bror Konrad av Burgund som var allierad med Otto. I denna strid ingrep nu Otto och gifte sig 951 med Adelheid, som lyckats fly ur sitt fängelse, och antog titeln Italiens kung. Samma år förlänade han dock delar av Italien till den besegrade Berengar II. Denne råkade i konflikt med påven Johannes XII, som 961 påkallade Ottos hjälp. Påven motiverade Ottos skyldighet att hjälpa honom med den patriciervärdighet som tillkom Otto såsom Karolingernas efterträdare.
På nytt företog Otto ett fälttåg i Italien, besegrade och fördrev Berengar samt lät 2 februari 962 i Rom av påven kröna sig till kejsare, varigenom Tysk-romerska riket riket skapades. Otto fick dock bevis i sina händer på att påven stod i förbindelse med hans fiender och till och med sökte uppvigla de hedniska ungrarna, som Otto hade besegrat vid slaget vid Lechfelde. Otto drog till Rom. Där sammankallade han den 6 november 963 en synod av Roms prästerskap och adel. Han förstärkte synoden med tyska och italienska biskopar i sitt följe och ställde påven till svars för mord, mened och andra svåra brott samt liderligt leverne. Påven framhöll privilegiet att en påve inte kunde ställas till ansvar, och hotade synodens medlemmar med bannlysning. Men synoden lät inte skrämma sig, och då Johannes trots upprepade kallelser inte infann sig dömde den honom vid tredje sammankomsten till avsättning och valde i hans ställe Leo VIII. Allt detta gjordes med kejsarens bifall.
Gentemot påven hävdade Otto med kraft kejsarens maktanspråk. Hans krav att hela Italien skulle vara honom underdånigt avvisades av kejsarhovet i Konstantinopel, och 967-970 utkämpades strider mellan de båda kejsarrikena. Dessa bilades dock, och 972 giftes Ottos son Otto II med den bysantinska prinsessan Theophanau.
Redan året därpå avled Otto I i Merseburg, i sitt sachsiska stamland. Han innehade då en maktställning som ingen annan sedan Karl den store.
Genom hans försorg verkade många missionärer i Norden och hos de slaviska folken, som senare kom att bilda nationerna Polen och Tjeckien. Inte minst genom hans missionärsverksamhet blev dessa katoliker och ej ortodoxa, som många andra slaviska folk. Han försvarade även kristenheten mot ungerska attacker, och blev kallad för "Europas befriare".
Han är begravd i domkyrkan i Magdeburg.

## Familj
Otto var gift med Edith av England död 946, och Adelheid av Burgund död 999. Han fick följande arvingar:
Med Edith av England:
- Ludolf av Schwaben, död 957
- Liutgard, död 953, gift med Konrad den röde av Lothringen

Med Adelaide av Italien:
- Henrik, död i späd ålder
- Brun, död i späd ålder
- Matilda, född i början av 955, död 999, abbedissa av Quedlinburg
- Otto II, född i slutet av 955, död 7 december 983

## Anfäder
|        |  |  |  |  |  |  |  |                     |  |  |  |  |  |  |  |                         |  |  |  |  |  |  |  | Liudolf av Sachsen            |
|        |  |  |  |  |  |  |  |                     |  |  |  |  |  |  |  |                         |  |  |  |  |  |  |  |                               |
|        |  |  |  |  |  |  |  |                     |  |  |  |  |  |  |  | Otto, hertig av Sachsen |  |  |  |  |  |  |  |                               |
|        |  |  |  |  |  |  |  |                     |  |  |  |  |  |  |  |                         |  |  |  |  |  |  |  |                               |
|        |  |  |  |  |  |  |  |                     |  |  |  |  |  |  |  |                         |  |  |  |  |  |  |  | Oda av Billung                |
|        |  |  |  |  |  |  |  |                     |  |  |  |  |  |  |  |                         |  |  |  |  |  |  |  |                               |
|        |  |  |  |  |  |  |  | Henrik I av Sachsen |  |  |  |  |  |  |  |                         |  |  |  |  |  |  |  |                               |
|        |  |  |  |  |  |  |  |                     |  |  |  |  |  |  |  |                         |  |  |  |  |  |  |  |                               |
|        |  |  |  |  |  |  |  |                     |  |  |  |  |  |  |  |                         |  |  |  |  |  |  |  | Henrik av Franken (sannolikt) |
|        |  |  |  |  |  |  |  |                     |  |  |  |  |  |  |  |                         |  |  |  |  |  |  |  |                               |
|        |  |  |  |  |  |  |  |                     |  |  |  |  |  |  |  | Hedvig av Babenberg     |  |  |  |  |  |  |  |                               |
|        |  |  |  |  |  |  |  |                     |  |  |  |  |  |  |  |                         |  |  |  |  |  |  |  |                               |
|        |  |  |  |  |  |  |  |                     |  |  |  |  |  |  |  |                         |  |  |  |  |  |  |  | Ingeltrude (sannolikt)        |
|        |  |  |  |  |  |  |  |                     |  |  |  |  |  |  |  |                         |  |  |  |  |  |  |  |                               |
| Otto I |  |  |  |  |  |  |  |                     |  |  |  |  |  |  |  |                         |  |  |  |  |  |  |  |                               |
|        |  |  |  |  |  |  |  |                     |  |  |  |  |  |  |  |                         |  |  |  |  |  |  |  | okänd                         |
|        |  |  |  |  |  |  |  |                     |  |  |  |  |  |  |  |                         |  |  |  |  |  |  |  |                               |
|        |  |  |  |  |  |  |  |                     |  |  |  |  |  |  |  | Dietrich av Ringelheim  |  |  |  |  |  |  |  |                               |
|        |  |  |  |  |  |  |  |                     |  |  |  |  |  |  |  |                         |  |  |  |  |  |  |  |                               |
|        |  |  |  |  |  |  |  |                     |  |  |  |  |  |  |  |                         |  |  |  |  |  |  |  | okänd                         |
|        |  |  |  |  |  |  |  |                     |  |  |  |  |  |  |  |                         |  |  |  |  |  |  |  |                               |
|        |  |  |  |  |  |  |  | Matilda av Sachsen  |  |  |  |  |  |  |  |                         |  |  |  |  |  |  |  |                               |
|        |  |  |  |  |  |  |  |                     |  |  |  |  |  |  |  |                         |  |  |  |  |  |  |  |                               |
|        |  |  |  |  |  |  |  |                     |  |  |  |  |  |  |  |                         |  |  |  |  |  |  |  | okänd                         |
|        |  |  |  |  |  |  |  |                     |  |  |  |  |  |  |  |                         |  |  |  |  |  |  |  |                               |
|        |  |  |  |  |  |  |  |                     |  |  |  |  |  |  |  | Reinhild                |  |  |  |  |  |  |  |                               |
|        |  |  |  |  |  |  |  |                     |  |  |  |  |  |  |  |                         |  |  |  |  |  |  |  |                               |
|        |  |  |  |  |  |  |  |                     |  |  |  |  |  |  |  |                         |  |  |  |  |  |  |  | okänd                         |
|        |  |  |  |  |  |  |  |                     |  |  |  |  |  |  |  |                         |  |  |  |  |  |  |  |                               |